# بيتر زلينكا (ممرض)
بيتر زلينكا (بالتشيكية: Petr Zelenka) هو قاتل متسلسل وممرض تشيكي، ولد في 27 فبراير 1976 في التشيك.